# Mine søstres lillesøster
|  | Denne artikel er oprettet af botten PalnaBot ud fra en ekstern database. Den kan derfor have sproglige fejl eller mangler. Denne skabelon kan fjernes efter kontrol af indholdet. |

Mine søstres lillesøster er en dokumentarfilm instrueret af Ida Holten Ebbesen efter manuskript af Ida Holten Ebbesen.

## Handling
Er man dømt til at føle sig som den lille hele sit liv, fordi man er født som lillesøster? Ida har to storesøstre, der oven i købet er tvillinger. De har altid været hendes nærmeste venner og forbilleder, men der er noget i vejen - hun føler sig sat i skyggen af deres specielle relation som tvillinger: "Jeg har bladet i mine forældres fotoalbum. 'Jeg har søgt efter et billede, hvor jeg står alene, isoleret fra mine søstre, der står sammen. Det billede findes ikke. Vi står der altid sammen, alle tre, og vi smiler. Sådan husker jeg det ikke. Det ville jeg gerne lave en film om." Det bliver til en film om en kvinde, der udfordrer sin rolle som 'sine søstres lillesøster', en film om at prøve at se sin barndom i øjnene for at tage afsked med den. Filmen er en del af serien »Min'«.